# Tudor Chiuariu
Tudor Chiuariu (n. 13 iulie 1976, Botoșani) este un jurist român, care a îndeplinit funcția de ministru al justiției în al doilea guvern Tăriceanu (aprilie - decembrie 2007), urmat de Teodor Meleșcanu și Cătălin Predoiu.

## Biografie
Tudor Chiuariu a absolvit cursurile Facultății de Drept din cadrul Universității particulare „Petre Andrei” din Iași și a obținut licența în anul 2000 la Universitatea „Al. I. Cuza” din Iași.
A absolvit ulterior cursuri postuniversitare la Facultatea de Drept din cadrul Academiei de Poliție „Al. I. Cuza” din București (2003) și apoi cursuri postuniversitare în dreptul Uniunii Europene la Universitatea Central-Europeană – CEU, Budapesta, Ungaria (2006) și Academia de Drept European – ERA, Trier, Germania (2005, 2006, 2007). Din anul 2003, este doctorand în Drept procesual penal la Facultatea de Drept din cadrul Universității „Al. I. Cuza” din Iași.
După absolvirea facultății, în anul 2000, a lucrat ca avocat, membru al Baroului Iași și asistent la Facultatea de Drept a Universității „Petre Andrei” din Iași (2000-2007), predând cursurile de „Jurisprudența Curții Europene de Justiție” și „Sistemul judiciar al Uniunii Europene”, precum și seminariile de „Drept administrativ” și „Drept constituțional".
Membru al Partidului Național Liberal încă din timpul studenției (1997), Chiuariu a îndeplinit funcțiile de vicepreședinte al Organizației Municipale Iași a Tineretului Național Liberal (1997-2002), membru în Biroul Permanent al Organizației Municipale Iași a PNL (2001-2002), vicepreședinte al Comisiei pentru Justiție și Drepturile Omului – Delegația Reprezentanților Naționali a PNL (2002-2005) și vicepreședinte al Curții de Onoare și Arbitraj a PNL (din 2005).

## Ministru al justiției
În ianuarie 2005, după formarea Guvernului Tăriceanu, Tudor Chiuariu a fost numit în funcția de Secretar de Stat la Cancelaria Primului-Ministru, Șeful Departamentului de Inspecție a Primului-Ministru. La acel moment el era unul dintre cei mai tineri secretari de stat ai Guvernului Călin Popescu-Tăriceanu.
După reorganizarea Departamentului, în iulie 2005, el a fost desemnat Șef al Departamentului pentru Lupta Antifraudă – DLAF, structură specializată în controlul fondurilor europene. În contextul eforturilor pentru integrarea europeană, Tudor Chiuariu a deținut responsabilități în domenii-cheie ale reformei sistemului administrativ și judiciar, fiind membru în Consiliul pentru coordonarea implementării Strategiei Naționale Anticorupție (2005-2007) și Președinte al Comisiei interministeriale pentru finalizarea sistemului unitar de salarizare a funcționarilor publici (2005-2006).
În timpul mandatului său la DLAF, România a devenit:
- în iunie 2005, prima dintre țările candidate, în curs de aderare și Statele Membre UE care a creat o instituție cu competențe exclusiv în domeniul protecției intereselor financiare ale UE;
- în iulie 2005, a doua dintre țările candidate, în curs de aderare și Statele Membre UE care a elaborat și implementat o Strategie Națională de Luptă Antifraudă (actualizată în septembrie 2006);
- în mai 2006, prima dintre țările candidate, în curs de aderare și Statele Membre UE care a efectuat controale comune la fața locului, în echipe mixte, cu Oficiul European de Luptă Antifraudă - OLAF.

La data de 5 aprilie 2007, Tudor Chiuariu a fost numit în funcția de ministru al justiției în Guvernul Tăriceanu.
Activitatea sa a fost marcată de următoarele acțiuni:
- încercarea nereușită de a obține demiterea procurorului Doru Țuluș de la secția a II-a a DNA
- realizarea unui proiect al unui nou cod de procedură penală în care "noile proceduri să fie echitabile, simple, rapide, ușor de aplicat. Ele trebuie să conducă la rezolvarea unora dintre bolile cronice ale sistemului nostru judiciar: supraîncărcarea Parchetelor și instanțelor, durata excesivă a procedurilor, deschiderea unor proceduri abuzive, tergiversarea nejustificată a cauzelor, nefinalizarea dosarelor din motive procedurale” [2]
- la 10 septembrie 2007, Departamentul Național Anticorupție (DNA) a anunțat că s-a sesizat în urma unei știri de televiziune cu privire la legalitatea unor achiziții publice realizate de Compania Națională Poșta Română, precum și cu privire la legalitatea unor asocieri ale acestei instituții sau ale angajaților ei în diferite firme. Chiuariu a fost acuzat de emiterea notelor de fundamentare și a avizelor care au stat la baza emiterii HG 377/2007 privind regimul juridic al unei clădiri de pe Calea Victoriei 133-135 transferate în aprilie 2007 din administrarea Consiliului General al municipiului București în cea a companiei Poșta Româna. Clădirea era proprietate publică a statului conform HG 550/1996 și HG 1.034/2001 și a fost constituită de către Compania Națională Poșta Română ca aport la capitalul social al firmei private Imopost Developments. Șeful DNA, procurorul Daniel Morar, a cerut acordul Comisiei speciale de la Palatul Cotroceni avizul pentru începerea urmăririi penale a lui Tudor Chiuariu și a fostului ministru al comunicațiilor, Zsolt Nagy, care au fost acuzați de abuz în serviciu contra intereselor publice, cu obținerea unui avantaj patrimonial, infracțiune conexă celor de corupție.[3]

La data de 1 noiembrie 2007, într-o emisiunea televizată, președintele Traian Băsescu a afirmat că Tudor Chiuariu este "un tânăr mafiot obraznic", care servește o clientelă și pe care premierul Tăriceanu nu l-ar fi numit ministru, dacă ar fi fost "dezlegat". El s-a declarat convins că Tudor Chiuariu a fost numit în guvern pentru a-i proteja pe unii dintre cei aflați în vizorul DNA, oameni apropiați lui Relu Fenechiu, președintele PNL Iași.
După ce vineri, 7 decembrie 2007, președintele Traian Băsescu a făcut un apel public pentru demiterea lui Chiuariu, pe motiv că începerea urmăririi penale pentru un ministru în funcție ar dăuna României, acesta a organizat duminică, 9 decembrie 2007, o conferința de presă. El a anunat că-și va depune demisia a doua zi, lansând o serie de atacuri dure la adresa șefului statului, căruia i-a reproșat că declanșează conflicte fără obiect și i-a transmis că vremea influențării justiției de către forțele politice se apropie de sfârșit. „Sunt liniștit și încrezător. Nu depind de funcția politică și nu sunt intimidat. Voi renunța la funcție, însă am o promisiune: atunci când această înscenare ridicolă va lua sfârșit, mă voi întoarce pentru a duce la bun sfârșit ceea ce am început și pentru a termina reforma în justiție”, a spus Chiuariu.
La data de luni, 10 decembrie 2007, Tudor Chiuariu și-a depus demisia la cabinetul premierului Călin Popescu Tăriceanu. Imediat după demisia sa de la Ministerul Justiției, el a fost ales de Biroul Politic Central al PNL în funcția de secretar general adjunct al partidului.

### Controverse
În noiembrie 2007, în cadrul unei licitații pentru achiziția a 203 autoturisme pentru Ministerul Justiței, Tudor Chiuariu a înăsprit condițiile de participare la licitație, favorizând astfel un anumit dealer auto.
În caietul de sarcini au fost introduse cerințe exagerate, cum ar fi o anumită lungime pentru mașini.
Mai mult, vehiculele nu trebuiau să aibă sub o sută de cai putere și trebuiau să prindă 100 km/h în maximum 12 secunde.

## Activitatea ulterioară
La data de 15 ianuarie 2008 premierul Călin Popescu Tăriceanu l-a numit pe fostul ministru al justiției, Tudor Chiuariu, în postul de consilier de stat pe probleme juridice .

## Condamnarea penală
În calitate de ministru de Justiție în Guvernul Tăriceanu, Chiuariu a semnat personal o hotărâre de Guvern care prevedea trecerea ilegală a unui imobil, de la Poșta Română, în proprietatea unei firme private.
În data de 24 ianuarie 2014 a fost condamnat la trei ani și șase luni de închisoare cu suspendare pentru abuz în serviciu, împreună cu fostul  ministru al comunicațiilor Zsolt Nagy (UDMR).

## Articole publicate
- Principiul supremației dreptului comunitar în jurisprudența Curții Constituționale Federale Germane, în “Jurnalul de Studii Juridice”, nr. 1, 2006
- Excepția de ilegalitate în dreptul comunitar, în “Curierul Judiciar”, nr. 5, 2006
- Dezvoltarea liniei de jurisprudență a Curții Europene de Justiție privind răspunderea civilă delictuală a Statelor Membre pentru încălcarea de către instanțele judecătorești naționale a dreptului comunitar, în “Curierul Judiciar”, nr. 12, 2006